# Copa del Generalísimo de fútbol 1952-53
La Copa del Generalísimo de fútbol 1952-53 fue la edición número 49 de dicha competición española. Contó con la participación de 44 equipos.

## Fase final

### Octavos de final
La ronda de los octavos de final tuvo lugar los días 17 de mayo, los partidos de ida; y 24 de mayo de 1953, los de vuelta.
| Local ida               | Resultado global | Local vuelta              | Ida   | Vuelta |
| ----------------------- | ---------------- | ------------------------- | ----- | ------ |
| Real Sociedad de Fútbol | 4 - 3            | Real Valladolid Deportivo | 3 - 1 | 1 - 2  |
| Deportivo Alavés        | 2 - 9            | Atlético de Bilbao        | 2 - 4 | 0 - 5  |
| Baracaldo C. F.         | 6 - 4            | Real Oviedo               | 4 - 2 | 2 - 2  |
| Real Gijón              | 2 - 4            | R. C. D. Español          | 1 - 0 | 1 - 4  |
| C. F. Barcelona         | 6 - 1            | Valencia C. F.            | 5 - 0 | 1 - 1  |
| Granada C. F.           | 2 - 7            | Real Santander            | 1 - 1 | 1 - 6  |
| Real Madrid C. F.       | 7 - 1            | Real Murcia C. F.         | 4 - 0 | 3 - 1  |
| Sevilla C. F.           | 3 - 5            | Club Atlético de Madrid   | 1 - 1 | 2 - 4  |

### Cuartos de final
La ronda de cuartos de final tuvo lugar entre los días 31 de mayo, los partidos de ida; y 4 de junio de 1953, los de vuelta.
| Local ida         | Resultado global | Local vuelta            | Ida   | Vuelta |
| ----------------- | ---------------- | ----------------------- | ----- | ------ |
| Baracaldo C. F.   | 2 - 7            | Atlético de Bilbao      | 1 - 1 | 1 - 6  |
| Real Santander    | 1 - 3            | C. F. Barcelona         | 1 - 0 | 0 - 3  |
| Real Madrid C. F. | 5 - 3            | Real Sociedad de Fútbol | 4 - 0 | 1 - 3  |
| R. C. D. Español  | 5 - 6            | Club Atlético de Madrid | 3 - 1 | 2 - 5  |

### Semifinales
La ronda de semifinales tuvo lugar entre el 7 de junio, los partidos de ida; y el 14 de junio de 1953, los de vuelta.
| Local ida         | Resultado global | Local vuelta            | Ida   | Vuelta |
| ----------------- | ---------------- | ----------------------- | ----- | ------ |
| C. F. Barcelona   | 9 - 3            | Club Atlético de Madrid | 8 - 1 | 1 - 2  |
| Real Madrid C. F. | 3 - 4            | Atlético de Bilbao      | 2 - 2 | 1 - 2  |

### Final
La final de la Copa del Generalísimo 1952-53 tuvo lugar el 21 de junio de 1953 en el estadio de Chamartín de Madrid.
| Domingo 21 de junio de 1953, 18:00 | C. F. Barcelona          | 2 - 1 | Atlético de Bilbao | Estadio de Chamartín, Madrid                                        |                                                                     |
|                                    | Kubala 46' · Manchón 57' |       | Venancio 61'       | Asistencia: 67 145 espectadores Árbitro(s): Rafael García Fernández | Asistencia: 67 145 espectadores Árbitro(s): Rafael García Fernández |

|                         |
| Campeón C. F. BARCELONA |
| 12.° título             |